# Matthias Buchholz (Koch)
Matthias Buchholz (* 19. Mai 1967 in Remagen) ist ein deutscher Koch. 

## Leben
Nach der Ausbildung im „Restaurant Schießhaus“ in Gelnhausen wechselte Buchholz zu mehreren mit einem Michelin-Stern ausgezeichneten Restaurants: 1986 zum Restaurant an der Rehwiese bei Peter Frühsammer in Berlin, 1988 zu Schu`s Restaurant im Schweizer Hof in Hannover, 1989 zu Weinhaus Brückenkeller bei Hans Haas in Frankfurt und 1991 zu Andresen`s Gasthof in Bargum. 
1992 ging er als Küchenchef zurück zum Restaurant Schießhaus in Gelnhausen. 1994 wechselte er zum Restaurant im Logenhaus in Berlin. 
Oktober 1996 ging er zum Restaurant first floor unter Leitung von Rolf Schmidt im Hotel Palace Berlin, wo er Anfang 1999 Küchenchef wurde. Hier wurde er mit einem Michelinstern und 18 Punkten bei Gault Millau ausgezeichnet. Im April 2010 legte er eine Familienpause  ein.
Im August 2011 eröffnete er das Buchholz Gutshof Britz in Berlin-Britz, wo er gehobene Landhausküche anbietet.
Buchholz ist mit der RBB-Moderatorin Britta Elm verheiratet und hat eine Tochter.

## Auszeichnungen
- 2000 „Berliner Meisterkoch“
- 2001 „Berliner Meisterkoch“
- 2001 „Gault Millau-Koch des Jahres“
- 2003 „Berliner Meisterkoch“
- 2004 „Five Star Diamond Award“

## Publikationen
- Magie in der Küche, Jan Bartelsmann BV, Holland